# Farmakogenetika
Farmakogenetika se bavi genetičkim razlikama u metaboličkim putevima koji utiču na individualne response na lekove, u pogledu terapeutskog dejstva i nuspojava.
U onkologiji se farmakogenetika tradicionalno odnosi na gonocitne mutacije (npr., jednonukleotidne polimorfizame gena koji kodiraju enzime jetre odgovorne za uklanjanje lekova i farmakokinetiku), dok se farmakogenomika odnosi na somatske mutacije u tumorskoj DNK koji uzrokuju promene u responsu na lek (npr., KRAS mutacije kod pacijenata tretiranih sa anti-Her1 biološkim agensima).

## Literatura
- Abbott A (2003). „With your genes? Take one of these, three times a day”. Nature. 425 (6960): 760—2. PMID 14574377. doi:10.1038/425760a.
- Evans WE, McLeod HL (2003). „Pharmacogenomics – drug disposition, drug targets, and side effects”. N. Engl. J. Med. 348 (6): 538—49. PMID 12571262. doi:10.1056/NEJMra020526.
- Phillips KA, Veenstra DL, Oren E, Lee JK, Sadee W (2001). „Potential role of pharmacogenomics in reducing adverse drug reactions: a systematic review”. JAMA. 286 (18): 2270—9. PMID 11710893. doi:10.1001/jama.286.18.2270.
- Weinshilboum R; Collins, Francis S.; Weinshilboum, Richard (2003). „Inheritance and drug response”. N. Engl. J. Med. 348 (6): 529—37. PMID 12571261. doi:10.1056/NEJMra020021.

## Spoljašnje veze
- [http://www.ornl.gov/sci/techresources/Human_Genome/medicine/pharma.shtml
- [http://www.springer.com/humana+press/pharmacology+and+toxicology/book/978-1-58829-887-4
- [http://www.pharmgkb.org